# Claudia Pina
Claudia Pina Medina (Moncada y Reixach, Barcelona, 12 de agosto de 2001) es una futbolista española que juega como delantera. Su equipo actual es el Fútbol Club Barcelona de la Primera División de España. También participa como embajadora en la Queens League con el equipo XBuyer TEAM.

## Trayectoria
Pina partió como jugadora de fútbol sala en Montcada, hasta que fue descubierta por los ojeadores del Espanyol en 2011. Pasó al equipo infantil-alevín del Fútbol Club Barcelona en 2013 con 12 años, y en su segunda temporada, ayudó al equipo a ganar el campeonato de la liga juvenil al anotar 100 goles en sus 20 partidos.
Pina hizo su primera aparición oficial para el primer equipo en enero de 2018, con solo 16 años y 5 meses de edad, lo que la convirtió en la jugadora más joven que haya jugado en un partido del Barça.
En junio de 2020, Pina renueva con el club azulgrana hasta 2023, posteriormente en julio del mismo año, el Sevilla F. C. oficializa su llegada al club cedida una temporada por el Barça con el fin de que ganase minutos. Durante la campaña, fue una de las títulares del equipo de andaluz jugando 32 partidos, anotando 10 goles y dando siete asistencias en Liga y Copa.

## Selección nacional
Fue convocada por primera vez para jugar para el equipo nacional sub-16 a la edad de 14 años por Toña Is.
En septiembre de 2016, fue invitada por primera vez a jugar para la Selección femenina de fútbol sub-17 de España en un torneo de la UEFA en República Checa, donde marcó 5 goles, incluido un triplete en su partido de debut.
Más tarde jugó su primer juego oficial para el equipo nacional sub-17 de España en la Copa Mundial Femenina de Fútbol Sub-17 de 2016 contra Jordania, marcando un gol en su primera aparición.[cita requerida]
A finales de 2017, se anunció su nombre como la mejor jugadora de goleadores del equipo nacional de la UEFA entre mujeres y hombres, con 16 goles durante el año.[cita requerida]

### Participaciones en Copas del Mundo
| Mundial                     | Sede     | Resultado    | Partidos | Goles |
| --------------------------- | -------- | ------------ | -------- | ----- |
| Copa Mundial Sub-17 de 2016 | Jordania | Tercer lugar | 6        | 2     |
| Copa Mundial Sub-17 de 2018 | Uruguay  | Campeón      | 6        | 7     |
| Copa Mundial Sub-20 de 2018 | Francia  | Subcampeón   | 5        | 1     |

## Estadísticas

### Clubes
Actualizado al último partido disputado el 7 de junio de 2025.
| Club                     | Temporada     | Div           | Liga  | Liga  | Liga   | Copa  | Copa  | Copa   | Internacional | Internacional | Internacional | Otros | Otros | Otros  | Total | Total | Total  | Media goleadora |
| Club                     | Temporada     | Div           | Part. | Goles | Asist. | Part. | Goles | Asist. | Part.         | Goles         | Asist.        | Part. | Goles | Asist. | Part. | Goles | Asist. | Media goleadora |
| ------------------------ | ------------- | ------------- | ----- | ----- | ------ | ----- | ----- | ------ | ------------- | ------------- | ------------- | ----- | ----- | ------ | ----- | ----- | ------ | --------------- |
| F. C. Barcelona · España | 2017-18       | 1.ª           | 1     | 0     | 0      | -     | -     | -      | -             | -             | -             | 2     | 2     | 0      | 3     | 2     | 0      | 0.67            |
| F. C. Barcelona · España | 2018-19       | 1.ª           | 10    | 2     | 2      | 1     | 0     | 0      | 1             | 0             | 0             | 0     | 0     | 0      | 12    | 2     | 2      | 0.17            |
| F. C. Barcelona · España | 2019-20       | 1.ª           | 4     | 0     | 0      | 1     | 0     | 0      | 1             | 0             | 0             | 2     | 1     | 0      | 8     | 1     | 0      | 0.13            |
| F. C. Barcelona · España | 2021-22       | 1.ª           | 24    | 15    | 12     | 4     | 2     | 3      | 8             | 2             | 2             | 1     | 0     | 0      | 37    | 19    | 17     | 0.51            |
| F. C. Barcelona · España | 2022-23       | 1.ª           | 22    | 10    | 8      | 0     | 0     | 0      | 7             | 3             | 1             | 2     | 1     | 0      | 31    | 14    | 9      | 0.45            |
| F. C. Barcelona · España | 2023-24       | 1.ª           | 29    | 13    | 5      | 4     | 2     | 0      | 9             | 1             | 3             | 2     | 0     | 0      | 44    | 16    | 8      | 0.37            |
| F. C. Barcelona · España | 2024-25       | 1.ª           | 27    | 10    | 7      | 4     | 2     | 0      | 9             | 10            | 1             | 3     | 4     | 1      | 43    | 26    | 9      | 0.6             |
| F. C. Barcelona · España | Total         | Total         | 117   | 50    | 34     | 14    | 6     | 3      | 35            | 16            | 7             | 12    | 8     | 1      | 178   | 80    | 45     | 0.45            |
| Sevilla F. C. · España   | 2019-20       | 1.ª           | -     | -     | -      | 1     | 0     | 0      | -             | -             | -             | -     | -     | -      | 1     | 0     | 0      | 0               |
| Sevilla F. C. · España   | 2020-21       | 1.ª           | 34    | 9     | 8      | 1     | 1     | 0      | -             | -             | -             | -     | -     | -      | 35    | 10    | 8      | 0.29            |
| Sevilla F. C. · España   | Total         | Total         | 34    | 9     | 8      | 2     | 1     | 0      | 0             | 0             | 0             | 0     | 0     | 0      | 36    | 10    | 8      | 0.28            |
| Total carrera            | Total carrera | Total carrera | 151   | 59    | 42     | 16    | 7     | 3      | 35            | 16            | 7             | 12    | 8     | 1      | 214   | 90    | 53     | 0.42            |
| 1. 2. 3.                 |               |               |       |       |        |       |       |        |               |               |               |       |       |        |       |       |        |                 |

## Palmarés

### Títulos nacionales
| Título             | Club            | País   | Año  |
| ------------------ | --------------- | ------ | ---- |
| Supercopa          | F. C. Barcelona | España | 2020 |
| Campeonato de Liga | F. C. Barcelona | España | 2020 |
| Copa               | F. C. Barcelona | España | 2020 |
| Supercopa          | F. C. Barcelona | España | 2022 |
| Copa               | F. C. Barcelona | España | 2022 |
| Campeonato de Liga | F. C. Barcelona | España | 2022 |
| Supercopa          | F. C. Barcelona | España | 2023 |
| Campeonato de Liga | F. C. Barcelona | España | 2023 |
| Supercopa          | F. C. Barcelona | España | 2024 |
| Campeonato de Liga | F. C. Barcelona | España | 2024 |
| Copa               | F. C. Barcelona | España | 2024 |
| Supercopa          | F. C. Barcelona | España | 2025 |
| Campeonato de Liga | F. C. Barcelona | España | 2025 |
| Copa               | F. C. Barcelona | España | 2025 |

### Títulos internacionales
| Título            | Equipo          | Sede      | Año  |
| ----------------- | --------------- | --------- | ---- |
| Mundial Sub-17    | España sub-17   | Uruguay   | 2018 |
| Liga de Campeones | F. C. Barcelona | Eindhoven | 2023 |
| Liga de Campeones | F. C. Barcelona | Bilbao    | 2024 |

### Campeonatos regionales
| Campeonato    | Equipo          | Sede     | Año  |
| ------------- | --------------- | -------- | ---- |
| Copa Cataluña | F. C. Barcelona | Cataluña | 2018 |

### Distinciones individuales
| Campeonato                               | Año  |
| ---------------------------------------- | ---- |
| Balón de Oro de la Copa Mundial Sub-17   | 2018 |
| Botín de Plata de la Copa Mundial Sub-17 | 2018 |
| Máxima goleadora de la Liga de Campeones | 2025 |